# Ronde van Italië 2025/Twintigste etappe
De twintigste etappe van de Ronde van Italië 2025 vond plaats op 31 mei. De Australiër Chris Harper won de etappe, maar op twee dagen van het einde pakt de Brit Simon Yates alsnog de roze trui over van de Mexicaan Isaac Del Toro.

## Parcours
De laatste bergrit van de Ronde van Italië 2025 startte in Verrès met onderweg de beklimmingen van de Colle del Lys en de deels onverharde Colle delle Finestre slotklim van 16,2 kilometer lang. Dat is een beklimming met stijgingspercentages tussen de 9 en 10%. De pas is 18,5 kilometer lang en de tweede helft onverhard. De renner die daar als eerste boven komt, wint de Cima Coppi want de Finestre is het dak van de Giro (2.178m) dit jaar. De top ligt op 27,5 kilometer van de aankomst. Nadien de afdaling waarna in Pragelato de klim naar het wintersportdorp Sestrière begint. Van de 16,3 kilometer in totaal is de eerste 7 kilometer vals plat met 3,8% gemiddeld met nadien wat steiler met een maximum van 9% tot een hoogte van 2.033 aan de aankomst.

## Koersverloop
In de laatste bergetappe van de Ronde van Italië 2025 is het algemeen klassement grondig door elkaar geschud, met als winnaar de Brit Simon Yates, en twee verliezers. De Mexicaan Isaac Del Toro en de Ecuadoraan Richard Carapaz reden elkaar in de vernieling, door een spelletje poker te spelen, waarvan Simon Yates handig profiteerde mede door hulp van zijn ploegmaat bij Team Visma-Lease a Bike Wout Van Aert die zich liet inlopen door de Brit, om hem bij te staan in de afdaling van de Finestre. Tussen het geslenter en surplace door van Del Toro en Carapaz reed Simon Yates meer dan vijf minuten voorop en werd nog derde na Harper en Alessandro Verre. Een prachtig stukje wielergeschiedenis.

## Uitslagen
| Verrès – Sestrière (205 km) |                    |                               |          |
| Plaats                      | Naam               | Ploeg                         | tijd     |
| Winnaar                     | Chris Harper       | Team Jayco AlUla              | 5u27'29" |
| 2                           | Alessandro Verre   | Arkéa-B&B Hotels              | + 1'49"  |
| 3                           | Simon Yates        | Team Visma-Lease a Bike       | + 1'57"  |
| 4                           | Gianmarco Garofoli | Soudal Quick-Step             | + 3'52"  |
| 5                           | Rémy Rochas        | Groupama-FDJ                  | + 3'57"  |
| 6                           | Martin Marcellusi  | VF Group-Bardiani CSF-Faizanè | + 4'31"  |
| 7                           | Carlos Verona      | Lidl-Trek                     | z.t.     |
| 8                           | Max Poole          | Team Picnic PostNL            | + 6'45"  |
| 9                           | Isaac Del Toro     | UAE Team Emirates-XRG         | + 7'10"  |
| 10                          | Giulio Pellizzari  | Red Bull-BORA-hansgrohe       | z.t.     |
|                             |                    |                               |          |
| 15                          | Wout Van Aert      | Team Visma-Lease a Bike       | + 8'02"  |
| 35                          | Gijs Leemreize     | Team Picnic PostNL            | + 14'36" |

| Algemeen klassement |                   |                         |            |
| Plaats              | Naam              | Ploeg                   | Tijd       |
| Roze trui           | Simon Yates       | Team Visma-Lease a Bike | 79u18'42"  |
| 2                   | Isaac del Toro    | UAE Team Emirates-XRG   | + 3'56"    |
| 3                   | Richard Carapaz   | EF Education-EasyPost   | + 4'43"    |
| 4                   | Derek Gee         | Israel-Premier Tech     | + 6'23"    |
| 5                   | Damiano Caruso    | Bahrain Victorious      | + 7'32"    |
| 6                   | Giulio Pellizzari | Red Bull-BORA-hansgrohe | + 5'13"    |
| 7                   | Egan Bernal       | INEOS Grenadiers        | + 12'42"   |
| 8                   | Einer Rubio       | Movistar Team           | + 13'05"   |
| 9                   | Brandon McNulty   | UAE Team Emirates-XRG   | + 13'36"   |
| 10                  | Michael Storer    | Tudor Pro Cycling Team  | + 14'27"   |
|                     |                   |                         |            |
| 29                  | Thymen Arensman   | INEOS Grenadiers        | + 1u34'54" |
| 71                  | Sylvain Moniquet  | Cofidis                 | + 3u15'13" |

1e etappe ·
2e etappe ·
3e etappe ·
4e etappe ·
5e etappe ·
6e etappe ·
7e etappe ·
8e etappe ·
9e etappe ·
10e etappe ·
11e etappe ·
12e etappe ·
13e etappe ·
14e etappe ·
15e etappe ·
16e etappe ·
17e etappe ·
18e etappe ·
19e etappe ·
20e etappe ·
21e etappe
Startlijst · Eindstanden · Afbeeldingen